# Жасминовый бульвар (Харьков)
Жасминовый бульвар (укр. Жасминовий бульвар, прежние названия улица Садовая, улица Петра Слинько) — улица в Слободском районе города Харькова (жилмассив Новые дома), связывающая проспект Петра Григоренко на западе и улицу Харьковских дивизий. Появилась в 1967 году. Восточная часть улицы пересекается улицами Танкопия и Садовопарковая и упирается в улицу Харьковских дивизий. Западная часть улицы заканчивается перекрёстком на пересечении с проспектом Петра Григоренко и переходит в Садовый проезд. Улица разделяет 24-й и 25-й микрорайоны города.

## Общие сведения
Жасминовый бульвар представляет собой улицу с широкой аллеей, по обе стороны которой находится проезжая часть и жилые дома. Улица застроена в основном пяти- и девятиэтажными жилыми домами. На ней также расположены магазины, супермаркеты, аптеки, отделение банка «УкрСиббанк», отделение «Укрпочты» № 61100, «Новой почты» № 46, салон красоты, городское отделение полиции. На аллее имеются детские игровые и спортивные площадки. Вблизи с улицей находятся две школы, детские сады. Улица соседствует с парком «Зустрич» на улице Харьковских дивизий, где обычно предпочитают прогуливаться жители этой и других соседних улиц.

## История

### Происхождение названий
Изначально со строительством первых жилых домов и прокладкой проезжей части и тротуаров в 1967 году улица была названа Садовой как напоминание о садах селекционной станции, на месте которых она появилась. Но уже в 1968 году её переименовали в улицу Петра Слинько в честь Петра Федоровича Слинько (1895—1919) революционера и участника Гражданской войны 1917—1921, члена ЦК КП(б) Украины, руководителя Харьковского подпольного комитета КП(б) Украины, расстрелянного в Харькове в 1919 году.
В 2015 году улица получила новое название — Жасминовый бульвар. Решение о переименовании было принято Харьковским горсоветом на основании Закона Украины «Об осуждении коммунистического и национал-социалистического (нацистского) тоталитарных режимов на Украине и запрет пропаганды их символики». Достоверно неизвестно происхождение последнего названия улицы — Жасминовый бульвар, поскольку на самом бульваре не растут кусты жасмина. Небольшое их количество можно встретить лишь возле придомовой территории.

### Появление и застройка улицы
Первоначально в 1920—1960-х годах на месте Жасминового бульвара как и на всей площади будущего жилмассива Новые дома находились сады плодовых деревьев Харьковской сельскохозяйственной селекционной станции. В конце 1950-х эта часть селекционной станции была отдана под застройку жилыми домами. Сперва была застроена зона «А» жилмассива Новые дома — площадь к югу от пр. Московского до нечётной стороны улицы Танкопия.
Ранней весной 1966 года началась застройка зоны «Б» — площадь к югу от чётной стороны ул. Танкопия до пр. Героев Сталинграда — микрорайоны 24, 25, 29, 28, 27 и 26 (27А). Первыми в зоне «Б» застраивались микрорайоны 24 и 25. И уже в 1967 году на Жасминовом бульваре, который разделял эти микрорайоны, появились первые жилые дома.
Сперва улица застраивалась типовыми панельными пятиэтажными домами. В середине начала 1970-х на чётной стороне улицы были возведены три кирпичных девятиэтажных дома. Тогда же на нечётной стороне в конце улицы построены схожие по планировке ещё три кирпичных девятиэтажных дома. Во второй половине 1980-х на нечётной стороне улицы за пятиэтажками начал застраиваться девятиэтажными панельными домами большой пустырь, где долгое время было футбольное поле и подобие детских аттракционов из пришедшей в негодность вмонтированной в землю вспомогательной строительной техники. В 1987—1990 годах были возведены последние дома проекта застройки улицы: три шестнадцатиэтажных дома, которые расположились на той же нечётной стороне. Последним построенным в 1990-х годах на этой улице жилым объектом стал панельный девятиэтажный дом, расположенный возле школы № 82.
По нечётной стороне улицы в глубине 24-го микрорайона одновременно с жилыми домами 1967—1968 годах были построены три детских сада, оборудованы два футбольных поля, детские площадки. На чётной стороне 25-го микрорайона в те же годы возвели ещё три детских сада и школу № 77, которая располагалась ближе к парку «Зустрич». Чуть позже возле проспекта Петра Григоренко была построена школа № 82.

### Инфраструктура и развлечения в 1960—1990 годах
Улица была спроектирована как бульвар со сквером. Изначально дорожное движение на разных сторонах улицы было односторонним. Автотранспорт двигался по чётной стороне — от проспекта Петра Григоренко до улицы Харьковских дивизий, по нечётной стороне — от улицы Харьковских дивизий до проспекта Петра Григоренко. В конце бульвара на пересечении с улицей Садовопарковая было большое пространство для парковки автомобилей и разворота на нечётную сторону улицы или поворота на улицу Танкопия. Автомобилисты нередко нарушали правила дорожного движения и двигались против движения, а иногда пересекали бульвар прямо по пешеходным дорожкам, чтобы сократить маршрут. Поэтому в начале 1990-х движение по обеим сторонам бульвара сделали двухсторонним.
Практически сразу после строительства первых домов в конце 1960-х прошло озеленение улицы. Были высажены деревья — в основном клён и небольшое количество синей ели. В 1968 году в начале бульвара установлена небольшая стела с мемориальной доской в честь революционера Петра Слинько (после реконструкции бульвара в 2011 году, новую табличку из мрамора установили на угол дома № 1, а на стеле появилась большая надпись «Бульвар Слинько». В конце 2015 года после переименования улицы в Жасминовый бульвар, памятная табличка была убрана). Вдоль аллеи, разбитой не две заасфальтированные дорожки, установили лавочки, а на зелёной зоне сделано несколько детских площадок с качелями, песочницами и дополнительными лавками. Примерно посередине бульвара напротив дома № 18 располагался оригинальный детский игровой комплекс из деревянных горок, качелей, а также беседка из цельных брёвен. За пересечением с улицами Садовопарковая и Танкопия бульвар проходит через сквер, который долгое время не имел названия, а с 1980-х его прозвали «Собачьим сквером», поскольку жители улицы обычно выгуливали там домашних собак. Заканчивался Жасминовый бульвар перекрёстком на ул. Харьковских дивизий и упирался в начало главной аллеи парка «Зустрич» (старое название «50-летия СССР»).
В советские годы на первых этажах пятиэтажек по нечётной стороне Жасминового бульвара работали ряд магазинов и учреждений. В доме № 1 — обувной магазин и гастроном. В доме № 5 — парикмахерская, аптека, почтовое отделение № 100 и отделение сберегательной кассы. В доме № 9 — магазин детских игрушек «Балалайка» (с отделами фототехники и канцтоваров), гастроном и отделение милиции. В глубине 24-го микрорайона расположились два детских сада, интернат, а ближе к улице Танкопия — крупный овощной рынок. В глубине 25-го микрорайона в доме № 14б располагался ЖЭК № 22 и прачечная, в доме № 20б — большой овощной магазин. Из образовательных учреждений тут соседствовали: детсады, общеобразовательная школа № 82 и специализированная школа № 77. Также 25-й микрорайон вдоль бульвара пересекала аллея, расположенная между жилыми домами. Она вела от школы № 82 до школы № 77 и заканчивалась на кругу троллейбусных маршрутов № 4, 10, 13, 33 (ныне только № 13). Все эти объекты были возведены одновременно с первыми жилыми домами на рубеже 60-70-х годов.

### Парк «Зустрич»
Восточный край Жасминового бульвара упирается в начало центральной аллеи парка «Зустрич» (старое название «Парк 50-летия СССР»), где в 1970—1980 годы располагались детские аттракционы, самолёт-памятник Ан-10 с игровыми автоматами, кафе «Петушок». В 1970—1990-е годы этот парк был излюбленным местом времяпровождения огромного количества харьковчан, поскольку имел намного более современные аттракционы, чем другие парки города (например, парк Артема или парк Горького). Каждые выходные не только жители улицы Жасминовый бульвар, но и всего Харькова, съезжались в парк «Зустрич», в том числе посещали в одно из лучших кафе города «Петушок», которое представляло собой большое здание, стилизованное под деревянную избу с двумя залами: верхним, средним и полуподвальным с оригинальным необычным интерьером и каменными стенами. В праздничные дни, в частности на 1 мая и День Октябрьской революции, в конец бульвара на пересечении с улицами Танкопия и Садовопарковая собиралось большое количество людей, чтобы посмотреть на праздничный фейерверк, который запускали из глубины парка прямо над головами толпы.

### Реконструкция
В 2011 году был произведён капитальный ремонт зелёной зоны бульвара. Это произошло после встречи Харьковского городского головы Геннадия Кернеса с жителями Слободского района. Тогда харьковчане обратились к Геннадию Кернесу с просьбой о реконструкции зелёной зоны на своей улице. Решение о глобальной реконструкции бульвара не заставило себя ждать, и уже в ноябре 2011 года состоялось официальное открытие обновлённого бульвара. В частности, асфальтовое покрытие было заменено на плиточное по всей протяжённости бульвара — дорожки вымостили декоративной тротуарной плиткой «Старый город». В начале улицы реконструировали стелу с названием «Бульвар Слинько». Установили антивандальные светильники, полностью с нуля возвели детские площадки, которые за полвека пришли в негодность — в дополнение к четырём детским площадкам сделали небольшие спортплощадки для взрослых. Также были установлены две беседки в обоих концах бульвара и 146 парковых скамеек. Кроме того, выполнили озеленение территории: высадили 7 елей и 14 кустов можжевельника, разбили газон, оформили клумбы, на которых летом высаживаются цветы. Для полива газона и клумб провели водопровод. По обе стороны бульвара возле домов ещё обустроили и заасфальтировали площадки для стоянки автомобилей.

### Самый большой портрет Шевченко
14 октября 2014 году на стене шестнадцатиэтажного дома № 30 по проезду Садовому, который примыкает к улице Жасминовый бульвар, появился самый большой портрет украинского поэта и писателя Тараса Шевченко. Его площадь составляет 500 м². Этот портрет создала творческая группа «Kailas-V», известная другими своими работами, выполненными на стенах домов — портретами Гагарина, Грушевского, Скоропадского, Фатеевой и сюрреалистическому граффити «Дом в разрезе». Наилучший вид на данный мурал Шевченко просматривается именно с аллеи на Жасминовом бульваре.

## Транспортное сообщение

### Общие сведения
По Жасминовому бульвару никогда не проходил ни один маршрут общественного транспорта. Тем не менее, бульвар с момента основания в 1967 году примыкал к улицам, через которые пролегали удобные троллейбусные и автобусные маршруты, сообщавшие этот район с центром города и другими его районами. На обоих краях улицы находятся остановки общественного транспорта — обе называются «Жасминовый бульвар» (ранее «Улица Петра Слинько»). Жители бульвара обычно идут к своим жилищам от этих остановок пешком, поскольку улица имеет длину всего один километр. Главную роль в транспортном сообщении Жасминового бульвара с различными районами города играет троллейбусный маршрут № 1 и наличие конечной остановки троллейбусных и автобусных маршрутов в парке «Зустрич».

### Нынешнее время
Сегодня жители бульвара добираются от станции метро «Дворец спорта» до остановки «Жасминовый бульвар» троллейбусом № 1, который идёт по проспектам Петра Григоренка и Героев Сталинграда. А у противоположного восточного края бульвара останавливается троллейбус № 13, следующий от Конного рынка по пр. Московскому и ул. Харьковских дивизий. Также мимо ул. Жасминовый бульвар по пр. Петра Григоренко ходит маршрутный автобус № 18э, дублирующий троллейбусный маршрут № 1. А мимо восточного края улицы проходят маршруты автобусов № 226э, 227э, 251э, 267э.

### 1960—1990 годы
Изначально в 1960-х годах до появления Жасминового бульвара по ул. Харьковских дивизий ходил всего один троллейбус № 4 (от парка «Зустрич» до парка им. Горького) и один автобус № 49, который огибал первую очередь застройки жилмассива Новые дома кольцевым маршрутом по улицам Танкопия, Харьковских дивизий, проспектам Московскому и Петра Григоренко (тогда — ул. Стадионная). Также в 1960—1970-х годах по пр. Петра Григоренко мимо Жасминового бульвара ходил автобус № 48, который следовал по пр. Московскому до кинотеатра «Зирка».
Главным маршрутом, которым жители бульвара пользуются многие годы, является троллейбусный маршрут № 1. В конце 1960-х этим троллейбусом можно было добраться на восточный край Жасминового бульвара напротив парка «Зустрич». В период с августа 1966 года по ноябрь 1967-го троллейбус № 1 ходил от пер. Костюринский по пр. Московскому, ул. Харьковских дивизий до парка «Зустрич». С декабря 1967 года по апрель 1975 года этот маршрут был продлён до перекрёстка пр. Героев Сталинграда и пр. Льва Ландау (круг возле Коммунального рынка). Лишь с мая 1975 года троллейбусный маршрут № 1 начал сворачивать на пр. Петра Григоренко (при движении от центра), на обратном пути от Коммунального рынка он поворачивал на ул. Харьковских дивизий. Окончательный вариант маршрута троллейбуса № 1 появился в ноябре 1978 года с открытием станции метро «Дворец спорта» (тогда называлась «Комсомольская») — движение по пр. Петра Григоренко и пр. Героев Сталинграда до пересечения с пр. Льва Ландау.
Через остановку «Улица Петра Слинько» со стороны пр. Петра Григоренко также следовали: троллейбус № 21 и в 1974—1975 годах троллейбус № 23. Жасминовый бульвар огибал с двух сторон маршрут троллейбуса № 15, который ходил по жилмассиву Новые дома с 1969-го по 2008 год. От парка «Зустрич» по ул. Харьковских дивизий долгое время ходили троллейбусные маршруты № 4, 10, 33 и 34. Через остановку «Улица Петра Слинько» со стороны ул. Харьковских дивизий пролегал также троллейбусный маршрут № 29.
Долгие годы у обитателей жилмассива Новые дома, в том числе и жителей Жасминового бульвара, пользовался популярностью автобусный маршрут № 34. В 1960—1970 годы этот автобус ходил от Павлового поля через центр города и по пр. Московский до посёлка Фрунзе. С 1978 года автобусный маршрут № 34 сократился, начинаясь от пл. Конституции, следовал по проспектам Московский, Петра Григоренко и заканчивался на кругу в районе ул. Танкопия (в конце 90-х на кругу автобуса № 34 построена АЗС «ОККО»). Также в период 1968—1980 годов, минуя остановку «Улица Петра Слинько» возле парка «Зустрич», ходил автобус № 24, маршрут которого пролегал от посёлка Фрунзе по пр. Московскому, ул. Харьковских дивизий, пр. Героев Сталинграда, Гагарина до Аэропорта

## Интересные факты
- На Жасминовом бульваре (в то время — улица Петра Слинько) провёл детство бывший мэр города Харькова Геннадий Кернес (2010-2020). Он проживал в доме № 5, где располагалось почтовое отделение № 100.[28][значимость факта?]

В детстве я много лет прожил в доме по ул. Слинько, в котором находилось почтовое отделение. Мы, дети, постоянно бегали туда в гости. Было что-то завораживающее в каждодневном труде ее работниковГеннадий Кернес
- Во время строительства домов по Жасминовому бульвару и закладки часть грунта из котлованов для фундаментов не была вывезена за пределы стройки и выгружена между домами 6 и 6Б. Зимой после выпадения снега эта горка превращается в каток для детей, с которой они спускались на санках. Эта горка всегда была излюбленным местом для развлечений детей 24 и 25 микрорайонов.

- С советских времён у таксистов, которые получают заказ на доставку пассажиров на Жасминовый бульвар, сложилась традиция спрашивать на какую именно сторону улицы нужно заехать — чётную или нечётную. Поскольку до начала 1990-х годов сохранялось одностороннее движение по обеим частям улицы, таксисты заранее интересовались, на какую именно сторону улицы им сворачивать, чтобы потом не делать дополнительный круг.

- В мае 1986 года по обе стороны улицы на краях тротуаров, которые пересекали выезды на проезжую часть, были дополнительно заасфальтированы съезды и заезды для поливочных миниавто Multicar-25 производства ГДР. Эти авто поливали водой тротуары каждое утро на протяжении всего лета 1986 года, чтобы смывать радиоактивную пыль после взрыва на Чернобыльской АЭС.

- При переименовании улицы Петра Слинько решением Харьковского горсовета от 20 ноября 2015 года № 12/15 была допущена ошибка в правописании: на украинском языке название писалось через букву «і» — Жасміновий. Были изготовлены и закреплены адресные таблички именно с таким названием на стенах домов улицы. Но 24 февраля 2016 года Харьковский горсовет принял решение № 156/16 об исправлении названия на корректное — через букву «и» — Жасминовий. Поэтому иногда возникают разногласия в написании названия на картах и в документах.[29]